# 데이브 알렌

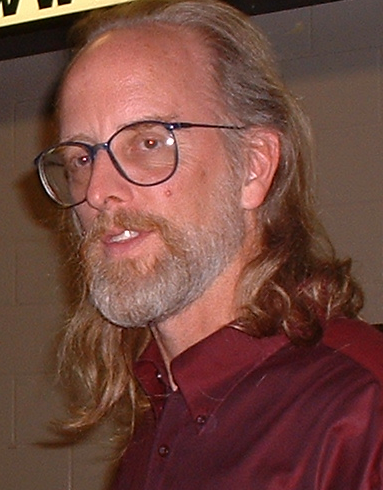

데이브 앨런(Dave Allen, 1958년 1월 1일 ~ )은 미국의 배우, 각본가, 음악가이다.
네이퍼빌에서 태어났다.

## 출연 작품
- 고스트버스터즈 (2016년) - 지하철 유령 역
- 드론(영어판) (2010년)
- 어너컴퍼니드 마이너 (2006년)
- 앵커맨 (2004년)
- 오프 더 립 (2004년)
- 엉클 샘 (2002년) - 샘 역
- 크로스로드 (2002년)
- 364 걸즈 어 이어 (1996년)
- 피스트 오브 글로리 (1990년)
- 어느 멋진 날 (1979년)

### 텔레비전
- 지미 키멜 라이브! (2003년) - 게스트 역
- 네드의 학교에서 살아남기 시즌1
- 길모어 걸스 (2000년)
- 프릭스 앤 긱스 (1999년)
- 킹 오브 더 힐 (1997년)